# Diadelphia

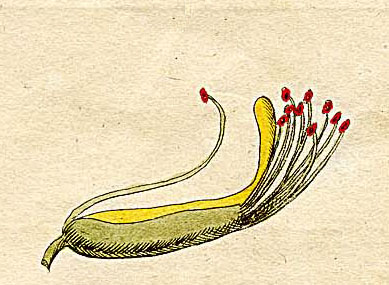
Diadelphia

Em botânica, diadelphia  é uma classe de plantas segundo o sistema de Linné.  Apresentam flores hermafroditas com os estames soldados pelos filetes formando dois feixes, um deles com um único estame.

## Ordens
As ordens e os gêneros que constituem esta classe são:

### Ordem 1
Hexandria (com seis estames)
Gêneros: Fumaria

### Ordem 2
Octandria (com oito estames)
Gêneros: Polygala

### Ordem 3
Decandria (com dez estames)
Gêneros: Erythrina, Securidaca, Borbonia, Spartium, Genista, Aspalathus, Amorpha, Aeschynomene, Galega, Crotalaria, Ononis, Anthyllis, Lupinus, Robinia, Colutea, Phaseolus, Dolichos, Pisum, Orobus, Lathyrus, Vicia, Cicer, Ervum, Cytisus, Ulex, Arachis, Glycyrrhiza, Coronilla, Ornithopus, Hippocrepis, Scorpiurus, Hedysarum, Indigofera, Cracca, Clitoria, Glycine, Phaca, Astragalus, Biserrula, Psoralea, Ebenus, Trifolium, Lotus, Trigonella, Medicago